# Megaselia quadripunctata
Megaselia quadripunctata är en tvåvingeart som först beskrevs av Malloch 1918.  Megaselia quadripunctata ingår i släktet Megaselia och familjen puckelflugor.
Artens utbredningsområde är Illinois. Inga underarter finns listade i Catalogue of Life.